# Maillezais
Maillezais és un municipi francès situat al departament de Vendée i a la regió de País del Loira. L'any 2007 tenia 967 habitants.

## Demografia

### Població
El 2007 la població de fet de Maillezais era de 967 persones. Hi havia 404 famílies de les quals 120 eren unipersonals (60 homes vivint sols i 60 dones vivint soles), 148 parelles sense fills, 116 parelles amb fills i 20 famílies monoparentals amb fills.
La població ha evolucionat segons el següent gràfic:
Habitants censats

### Habitatges
El 2007 hi havia 492 habitatges, 409 eren l'habitatge principal de la família, 57 eren segones residències i 26 estaven desocupats. 454 eren cases i 36 eren apartaments. Dels 409 habitatges principals, 285 estaven ocupats pels seus propietaris, 111 estaven llogats i ocupats pels llogaters i 13 estaven cedits a títol gratuït; 8 tenien una cambra, 22 en tenien dues, 63 en tenien tres, 106 en tenien quatre i 210 en tenien cinc o més. 145 habitatges disposaven pel capbaix d'una plaça de pàrquing. A 185 habitatges hi havia un automòbil i a 179 n'hi havia dos o més.

### Piràmide de població
La piràmide de població per edats i sexe el 2009 era:
| Homes | Edats   | Dones |
| ----- | ------- | ----- |
| 0     | 95 o +  | 12    |
| 0     | 90 a 94 | 8     |
| 0     | 85 a 89 | 8     |
| 8     | 80 a 84 | 20    |
| 24    | 75 a 79 | 32    |
| 32    | 70 a 74 | 44    |
| 8     | 65 a 69 | 36    |
| 20    | 60 a 64 | 24    |
| 32    | 55 a 59 | 28    |
| 16    | 50 a 54 | 20    |
| 24    | 45 a 49 | 32    |
| 36    | 40 a 44 | 40    |
| 20    | 35 a 39 | 28    |
| 36    | 30 a 34 | 40    |
| 48    | 25 a 29 | 28    |
| 20    | 20 a 24 | 28    |
| 40    | 15 a 19 | 28    |
| 28    | 10 a 14 | 32    |
| 16    | 5 a 9   | 20    |
| 32    | 0 a 4   | 8     |

## Economia
El 2007 la població en edat de treballar era de 534 persones, 377 eren actives i 157 eren inactives. De les 377 persones actives 346 estaven ocupades (191 homes i 155 dones) i 31 estaven aturades (16 homes i 15 dones). De les 157 persones inactives 73 estaven jubilades, 28 estaven estudiant i 56 estaven classificades com a «altres inactius».

### Ingressos
El 2009 a Maillezais hi havia 408 unitats fiscals que integraven 916 persones, la mediana anual d'ingressos fiscals per persona era de 16.829 €.

### Activitats econòmiques
Dels 64 establiments que hi havia el 2007, 3 eren d'empreses alimentàries, 2 d'empreses de fabricació d'altres productes industrials, 8 d'empreses de construcció, 15 d'empreses de comerç i reparació d'automòbils, 4 d'empreses de transport, 9 d'empreses d'hostatgeria i restauració, 5 d'empreses financeres, 2 d'empreses immobiliàries, 8 d'empreses de serveis, 5 d'entitats de l'administració pública i 3 d'empreses classificades com a «altres activitats de serveis».
Dels 21 establiments de servei als particulars que hi havia el 2009, 1 era una oficina d'administració d'Hisenda pública, 1 gendarmeria, 1 oficina de correu, 3 oficines bancàries, 2 tallers de reparació d'automòbils i de material agrícola, 2 paletes, 2 guixaires pintors, 2 fusteries, 2 perruqueries, 4 restaurants i 1 saló de bellesa.
Dels 5 establiments comercials que hi havia el 2009, 1 era una botiga de menys de 120 m², 1 una fleca, 1 una carnisseria, 1 una llibreria i 1 una floristeria.
L'any 2000 a Maillezais hi havia 25 explotacions agrícoles que ocupaven un total de 1.976 hectàrees.

## Equipaments sanitaris i escolars
El 2009 hi havia 1 farmàcia i 1 ambulància.
El 2009 hi havia 2 escoles elementals.

## Poblacions més properes
El següent diagrama mostra les poblacions més properes.